# Jan Biegański
Jan Biegański (Gliwice, 4 dicembre 2002) è un calciatore polacco, centrocampista del Pogoń Stettino.

## Carriera

### Club
Cresciuto nel settore giovanile del GKS Tychy, esordisce in prima squadra il 14 maggio 2018, disputando l'incontro di I liga perso per 0-3 contro il Raków Częstochowa.
Il 1º gennaio 2021 viene acquistato dal Lechia Danzica, formazione della massima serie polacca.

### Nazionale
Dopo aver fatto la trafila nelle nazionali giovanili polacche dall'Under-16 all'Under-19, nel 2021 ha esordito con la nazionale Under-21.

## Statistiche

### Presenze e reti nei club
Statistiche aggiornate al 24 aprile 2022.
| Stagione              | Squadra               | Campionato            | Campionato | Campionato | Coppe nazionali | Coppe nazionali | Coppe nazionali | Coppe continentali | Coppe continentali | Coppe continentali | Altre coppe | Altre coppe | Altre coppe | Totale | Totale |
| Stagione              | Squadra               | Comp                  | Pres       | Reti       | Comp            | Pres            | Reti            | Comp               | Pres               | Reti               | Comp        | Pres        | Reti        | Pres   | Reti   |
| --------------------- | --------------------- | --------------------- | ---------- | ---------- | --------------- | --------------- | --------------- | ------------------ | ------------------ | ------------------ | ----------- | ----------- | ----------- | ------ | ------ |
| mag. 2018             | GKS Tychy             | 1L                    | 2          | 0          | CP              | -               | -               |                    | -                  | -                  |             | -           | -           | 2      | 0      |
| 2018-2019             | GKS Tychy             | 1L                    | 1          | 0          | CP              | 0               | 0               |                    | -                  | -                  |             | -           | -           | 1      | 0      |
| 2019-2020             | GKS Tychy             | 1L                    | 8          | 2          | CP              | 1               | 0               |                    | -                  | -                  |             | -           | -           | 9      | 2      |
| 2020-gen. 2021        | GKS Tychy             | 1L                    | 13         | 0          | CP              | 1               | 0               |                    | -                  | -                  |             | -           | -           | 14     | 0      |
| Totale GKS Tychy      | Totale GKS Tychy      | Totale GKS Tychy      | 24         | 2          |                 | 2               | 0               |                    | -                  | -                  |             | -           | -           | 26     | 2      |
| gen.-giu. 2021        | Lechia Danzica        | EK                    | 13         | 0          | CP              | -               | -               |                    | -                  | -                  |             | -           | -           | 13     | 0      |
| 2021-2022             | Lechia Danzica        | EK                    | 12         | 0          | CP              | 2               | 0               |                    | -                  | -                  |             | -           | -           | 14     | 0      |
| Totale Lechia Danzica | Totale Lechia Danzica | Totale Lechia Danzica | 25         | 0          |                 | 2               | 0               |                    | -                  | -                  |             | -           | -           | 27     | 0      |
| Totale carriera       | Totale carriera       | Totale carriera       | 49         | 2          |                 | 4               | 0               |                    | -                  | -                  |             | -           | -           | 53     | 2      |

## Palmarès

### Club

#### Competizioni nazionali
- Campionato polacco di seconda divisione: 1

Lechia Danzica: 2023-2024